# 도널드 오코너
도널드 데이비드 딕슨 로널드 오코너(영어: Donald David Dixon Ronald O’Connor, 1925년 8월 28일 ~ 2003년 9월 27일), 줄여서 도널드 오코너(Donald O'Connor)는 미국의 배우, 가수이다. 1952년 영화 《사랑은 비를 타고》에서 주인공의 친구 코스모 브라운 역할로 잘 알려져 있다.

## 영화
- 사랑은 비를 타고
- 토이즈
- 미스터 룸바

## 텔레비전
- 호보 (드라마)
- 천사 조나단
- 제시카의 추리극장
- 프레이저 (시트콤)
- 못말리는 유모